# Giovanni Girolamo Gradenigo
Giovanni Girolamo Gradenigo (Venezia, 19 gennaio 1708 – Udine, 30 giugno 1786) è stato un arcivescovo cattolico italiano.

## Biografia
Proveniente da una nobile famiglia veneziana, fu destinato alla carriera ecclesiastica fin da tenera età. Fu chierico regolare dell'ordine dei teatini, procuratore generale dell'ordine (fino al 1755), quindi visitatore generale a Roma fino al 1766.
A pochi giorni dalla morte del fratello Bartolomeo il 28 novembre 1765 il Senato veneto lo nominò arcivescovo di Udine. La consacrazione avvenne a Roma il 2 febbraio 1766 per mano di papa Clemente XIII, che era anche lui veneziano.In questa nuova veste, incrementò il patrimonio di libri della biblioteca fondata dal suo predecessore Dionisio Dolfin, iniziò la costruzione del nuovo seminario e del nuovo ospedale cittadino nel luogo del soppresso convento dei francescani.
Nel 1779 approvò e fece pubblicare il nuovo catechismo in lingua friulana (Ristret des primariis instruzions che devin da ju paris, e lis maris alle tenerae fiolanzae in chiasae, o ju maestris e lis maestris ne primae scuelae, tradot in furlan, per ordin di so eccel. rev. Zanjeroni G., arcivescul di Udin, Udine 1779).
Nel 1782 ricevette il papa Pio VI, che sostò a Udine nel suo viaggio verso Vienna.
Morì ad Udine il 30 giugno 1786 e fu sepolto nella chiesa dell'ospedale da lui fondato.

## Genealogia episcopale
La genealogia episcopale è:
- Cardinale Scipione Rebiba
- Cardinale Giulio Antonio Santori
- Cardinale Girolamo Bernerio, O.P.
- Arcivescovo Galeazzo Sanvitale
- Cardinale Ludovico Ludovisi
- Cardinale Luigi Caetani
- Cardinale Ulderico Carpegna
- Cardinale Paluzzo Paluzzi Altieri degli Albertoni
- Papa Benedetto XIII
- Papa Benedetto XIV
- Papa Clemente XIII
- Arcivescovo Giovanni Girolamo Gradenigo, C.R.